# أوبي إيميلونيي
أوبي إيميلونيي (بالإنجليزية: Obi Emelonye)‏ (مواليد 24 مارس 1967) هو مُخرج سينمائي نيجيري.

## وصلات خارجية
- أوبي إيميلونيي في قاعدة بيانات الأفلام على الإنترنت